# Stoeien
Stoeien (ook ravotten genoemd) is een manier van spelen waarbij men doet alsof men vecht, meestal tussen kinderen onderling (vanaf peuterleeftijd tot jong adolescenten) of tussen de ouder en zijn (jonge) kind. Het is dan juist het doel om elkaar níet te verwonden of pijn te doen, maar dat gebeurt soms per ongeluk wel. Door de vrijgekomen hormonen wordt het dan vaak in eerste instantie tijdens het stoeien niet eens opgemerkt, maar pas daarna.

## Nut van stoeien
Door het intense fysieke contact (en de daarbij vrijgekomen hormonen als adrenaline, endorfinen en dopamine) wordt de onderlinge familie- of vriendschapsband versterkt. Ook verbetert hiermee de motoriek van de kinderen die deelnemen in het stoeien, en worden speels de grenzen opgezocht én vastgesteld vanuit een veilige/vertrouwde omgeving en vertrouwde deelnemers. Daarmee worden voorts ook sociale vaardigheden aangeleerd (verbale en non-verbale commicatie, zoals lichaamstaal); hierbij wordt geleerd aan te geven of te herkennen wanneer het stoeien overgaat in vechten, pijn doen en/of verwonden. Tevens is het daarmee een gecontroleerde uitlaatklep voor natuurlijk voorkomende agressie (die door de aanmaak van testosteron kan ontstaan).

## Varianten, technieken of gebruikte hulpmiddelen
- Worstelen
- Houdgrepen en judo (gelijkende) technieken
- Kietelen
- Kussengevechten

## Bij dieren

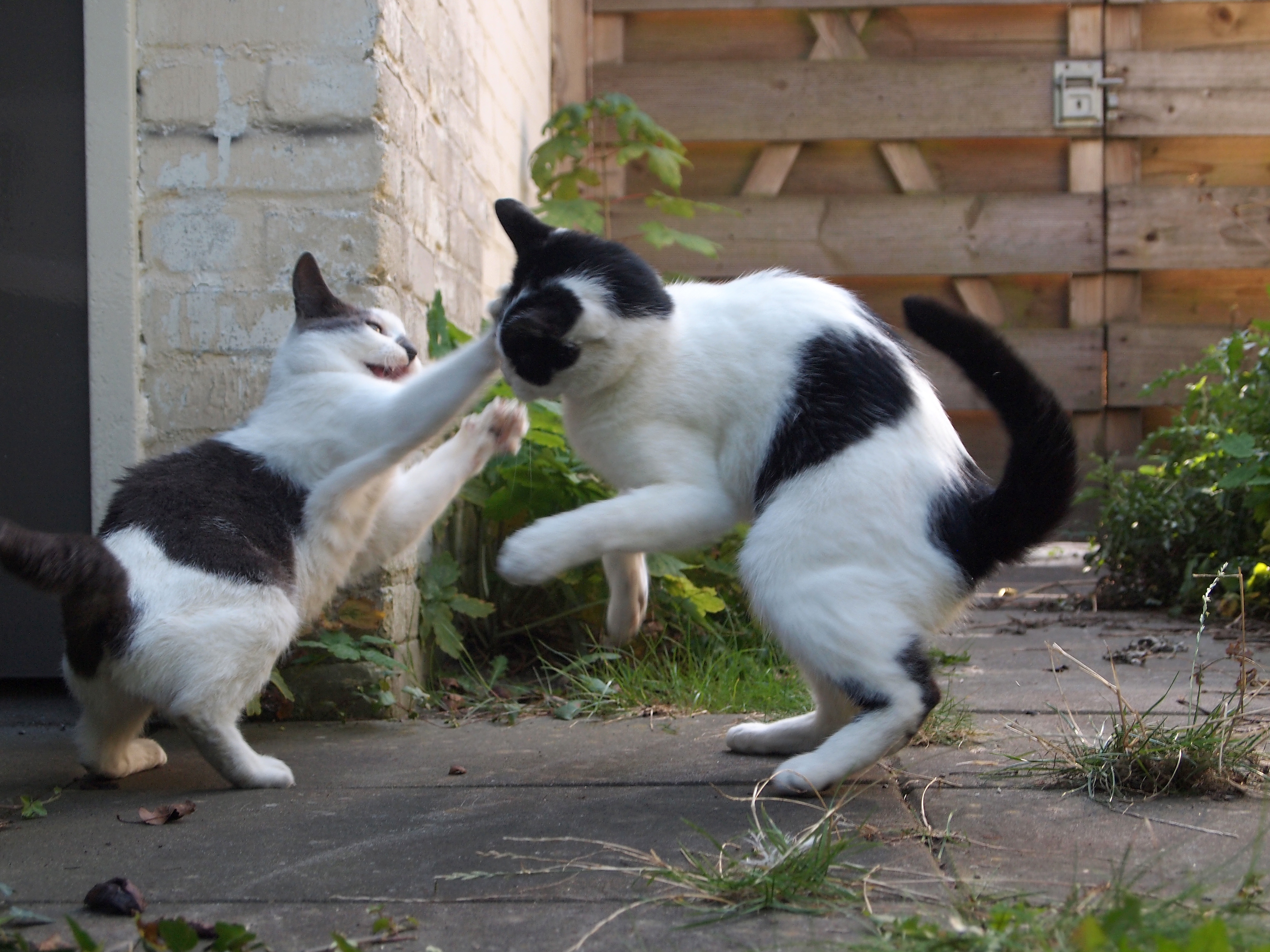
Twee jonge, met elkaar stoeiende katten

Bij allerlei jonge roof-zoogdieren treft men ook veel stoeien aan (zoals bij kittens van alle katachtigen, pups van honden, berenjongen en dergelijke). De functie is hierbij tevens om spelenderwijs het jachtinstinct te ontwikkelen en/of de rangorde (dominantie en onderwerping) binnen de familie, roedel of leefgemeenschap gaandeweg op natuurlijke wijze vast te stellen tijdens het opgroeien en volwassen worden van de jonge dieren. Bij sommige gedomesticeerde gezelschapsdieren (zoals katten en honden) die niet opgroeien met hun leeftijdsgenoten (uit het nest) "stoeien" de jonge dieren dan weleens plaatsvervangend met poppen, speeltjes of knuffeldieren. Op meer natuurlijke wijze spelen jonge (roof)dieren vaak met een prooi dat dan al dan niet al verwond, verzwakt of gedood is.